# Herb gminy Władysławów

Wersja herbu gminy z lat 2001-2022

Herb gminy Władysławów – jeden z symboli gminy Władysławów, ustanowiony 27 lutego 2001, ponownie 29 listopada 2022.

## Wygląd i symbolika
Herb przedstawia na tarczy w polu błękitnym wspiętego złotego lwa, trzymającego w szponach srebrną podkowę zwieńczoną krzyżem kawalerskim i strzałę skierowaną grotem w dół. Jest to godło z herbu Dołęga.

## Historia
W pierwotnej wersji herb nawiązywał swym wyglądem do herbów założycieli Władysławowa - rodu Kretkowskich herbu Dołęga oraz długoletnich właścicieli Wyszyny, gminy Russocice oraz miasta Władysławowa - rodu Gurowskich herbu Wczele. Przedstawiał na tarczy szachowanej srebrno-błękitnej (Wczele) mniejszą tarczę błękitną z podkową srebrną z zaćwieczonym krzyżem i strzałą między ocelami (Dołęga).
W 2016 po kontroli wojewody okazało się, że herb nie został zaopiniowany przez Komisję Heraldyczną, czego wymaga ustawa. Gmina zawnioskowała o potrzebną opinię, w wyniku której okazało się, że obecnie obowiązujący jest niepoprawny heraldycznie. Rozpoczęły się prace nad powstaniem nowego wizerunku herbu, w których brał udział dr Piotr Gołdyn. Po pięciu latach prac, 14 listopada 2022, gmina otrzymała pozytywną opinię komisji na temat wzoru flagi i innych insygniów samorządowych. Ostatecznie 29 listopada 2022 Rada Gminy we Władysławowie podjęła stosowną uchwałę.